# Astillero Ministro Manuel Domecq García
El Astillero Ministro Manuel Domecq García fue un astillero de Argentina localizado en el puerto de Buenos Aires. Fue una sociedad anónima con mayoría accionaria estatal constituida para la construcción de cuatro submarinos TR-1700 para la Armada Argentina.

## Historia
Fundado en 1977 para la construcción de cuatro submarinos TR-1700 de diseño alemán. Como parte de un plan de seis submarinos, dos fueron construidos por la empresa Thyssen Nordseewerke en Emden, Alemania Occidental (ARA Santa Cruz y ARA San Juan) y los cuatro restantes debían de ser construidos en Buenos Aires. La sociedad anónima con mayoría accionaria del Ministerio de Defensa de la Nación y minoría accionaria de Thyssen Nordseewerke.
Su nombre fue homenaje al almirante Manuel Domecq García, precursor de la Fuerza de Submarinos de la Armada Argentina.
Fue entregado en concesión en 1991 durante las privatizaciones de Menem sin finalizar la construcción de ningún submarino.
En 2007 la empresa estatal Tandanor se hizo cargo de las instalaciones del astillero Domecq García. Luego se creó el Astillero Almirante Segundo Storni.